# Nguyễn Thị Thùy Hương
Nguyễn Thị Thùy Hương (sinh năm 1975) là nữ thẩm phán người Việt Nam. Bà hiện giữ chức vụ Chánh tòa Tòa kinh tế Tòa án nhân dân tỉnh Phú Thọ. Bà được biết đến nhiều qua vai trò Chủ tọa phiên tòa xử vụ án đường dây đánh bạc ngàn tỉ xuyên quốc gia Việt Nam được bảo kê bởi cựu tổng cục trưởng Tổng cục Cảnh sát, Bộ Công an Việt Nam Phan Văn Vĩnh vào tháng 11 năm 2018.

## Tiểu sử
Nguyễn Thị Thùy Hương sinh năm 1975.
Năm 2014, Nguyễn Thị Thùy Hương giữ chức vụ Phó Chánh án Tòa án nhân dân thành phố Việt Trì, tỉnh Phú Thọ.
Bà là một trong số 188 thẩm phán ở Việt Nam được Chánh án Tòa án nhân dân tối cao Việt Nam tặng thưởng danh hiệu "Thẩm phán giỏi" năm 2014.